# コーチン王国

コーチン王国
കൊച്ചി പെരുമ്പടപ്പ് സ്വരൂപം

国歌: Om Namo Narayana
コーチン王国の版図

コーチン王国（コーチンおうこく、マラヤーラム語：കൊച്ചി പെരുമ്പടപ്പ് സ്വരൂപം、英語：Kingdom of Cochin）は、インドのケーララ地方に存在したヒンドゥー王朝（12世紀頃 - 1947年）。コーチン藩王国とも呼ばれる。

## 歴史
12世紀初頭、チェーラ朝が衰退した頃になって、コーチン王国の存在が歴史に現れてくるようになる。
1440年にはイタリアの旅行者ニコラオ・ダ・コンティがコーチンに滞在し、その旅行記に書き記している。
1500年、ヴァスコ・ダ・ガマがこの地を訪れている。また、この年にポルトガル人の居留地が建設された。
1509年のディーウ沖の海戦の際には、コーチン王国の軍勢がポルトガル側で参戦している。
1773年以降、コーチン王国はマイソール王国に侵略され、1776年にはトリシュールも占領された。そのため、コーチン王国は多額の貢納の支払いを余儀なくされた。
1795年、イギリスがオランダからコーチンを占領し、1814年にはコーチンを割譲されたことにより、コーチン王国はイギリス保護下の藩王国となった。
1947年8月15日、インド・パキスタン分離独立により、コーチン藩王国はインドに帰属し、その歴史を終えた。